# Chiwawa (drank)
Chiwawa is een shooter met cointreau, wodka of rum, tequila en suiker.